# O Dia em que a Terra Parou (álbum)
O Dia em que a Terra Parou é o sétimo álbum de estúdio da carreira solo do cantor e compositor brasileiro Raul Seixas, tendo sido lançado pela gravadora Warner Music Brasil, em dezembro de 1977. As gravações ocorreram durante aquele ano em três estúdios: o Level e o Haway, no Rio de Janeiro; e o Vice-versa, em São Paulo. Este álbum foi o primeiro a ser lançado após a mudança do cantor de gravadora. Também, foi o primeiro álbum inteiramente realizado com um único parceiro na composição das músicas, Cláudio Roberto, velho amigo do cantor. Ao mesmo tempo, representou uma mudança estética do cantor e de temática no disco, com Raul de cabelo curto e trajando terno e gravata enquanto canta letras que falam sobre uma busca e um desejo de emancipação pessoal.
O álbum teve uma crítica fria da crítica especializada, com casos de revanchismo pela mudança de gravadora. O consenso crítico foi de que o disco representou uma simplificação - uma popularização - nas letras e nas mensagens, creditada à parceria com Cláudio Roberto. O álbum foi bem divulgado, com o lançamento de dois compactos que se tornariam sucessos - a canção título e "Maluco Beleza"; um videoclipe musical; uma turnê em teatros pelo país; e participações do cantor em programas de rádio e televisão. As vendagens não foram boas para o padrão esperado pela gravadora, apesar do disco ser, hoje, considerado um dos pontos altos da carreira de Raul.

## Antecedentes

### Crises na vida profissional e pessoal do cantor baiano
Durante sua carreira fonográfica como artista, após demitir-se do emprego de produtor musical na Discos CBS, Raul foi desenvolvendo a ideia de que sua gravadora não o considerava um grande artista do primeiro time da música popular brasileira, uma posição que permitiria que gravasse com absoluta liberdade artística e que sua relação com a gravadora fosse guiada pelo prestígio que a sua condição de contratado traria à gravadora, como ocorria com outros artistas como Gilberto Gil, Caetano Veloso ou Chico Buarque. Isto é, o cantor baiano não queria que a vendagem de seus discos não fosse determinante para o seu status dentro da gravadora, mas sim os seus resultados estéticos. Para a confirmação desta ideia, foi determinante a redução da vendagem de seu disco Novo Aeon, quando a gravadora passou a pressioná-lo pelo lançamento de um álbum que vendesse como os seus primeiros lançamentos - Krig-ha, Bandolo! e Gita.
Logo, durante as sessões de gravação de Há 10 Mil Anos Atrás, o cantor testou os limites porque sabia que tinha um sucesso nas mãos. Isto confirmou a sua hipótese e, com o lançamento e sucesso do álbum, o cantor decidiu gravar um disco com regravações de rocks antigos, inspirado pelo lançamento de Rock 'n' Roll, álbum de John Lennon. Assim, durante a finalização da produção desse álbum, Raul tomou a decisão de trocar de gravadora, deixando a Phonogram para entrar na recém aberta Warner Music Brasil. A escolha dessa gravadora foi determinada, também, pela descoberta de que Marco Mazzola, produtor de seus quatro primeiros álbuns na Phonogram, havia entrado na mesma gravadora, a convite de André Midani - também saído daquela gravadora.
Ao mesmo tempo, Raul enfrentava 3 crises pessoais. Em primeiro lugar, acabava de ser diagnosticado e sentia os primeiros sintomas de uma pancreatite aguda que o levaria a submeter-se a uma cirurgia para retirar parte do órgão dali a alguns anos e o levaria à morte em pouco mais de uma década. Esta doença era fruto de seu abuso de drogas e, principalmente, bebidas alcoólicas. Em segundo lugar, sua mulher - Glória Vaquer - havia voltado para os Estados Unidos para cuidar do tratamento da filha do casal - Scarlet Seixas - que tinha um caso grave de escoliose e teve que colocar uma haste de metal na coluna. Em terceiro lugar, Raul havia brigado com Paulo Coelho e encerrado a parceria. Apesar de tentativas da gravadora de reativá-la, Raul não estava disposto a isto.

### Nova parceria
Em meio a estas crises, Raul procurou um novo parceiro. Lembrou-se de um amigo com quem compôs a faixa título de Novo Aeon, em 1975: Cláudio Roberto. Ele era professor de educação física e, nos fins de semana, vendia mocassins na feira hippie. Raul foi até a cidade em que ele morava, Miguel Pereira, no interior fluminense e passaram a compor juntos. O processo de composição se estendeu para encontros no apartamento de Raul, próximo à Lagoa Rodrigo de Freitas, e até para os dias de gravação, chegando a terminar diversas músicas minutos antes delas serem registradas. A parceria com Cláudio Roberto trouxe uma nova simplicidade ao trabalho de Raul. Enquanto o cantor baiano era eclético e tinha muito estudo e leituras, além de conhecimento sobre música e sobre a indústria fonográfica, seu novo parceiro simplificava o trabalho, trazendo um apelo popularesco que as canções anteriores de Raul não tinham.

## Gravação e produção
As gravações foram conturbadas, tendo sido prejudicadas pelos problemas do cantor e compositor baiano com álcool e drogas. Apesar disso, o produtor Marco Mazzola reuniu os melhores músicos de estúdio do país, além de contar com dois excelentes arranjadores: Miguel Cidras e Eric da Silva. Entre os músicos estavam o pessoal do Azymuth - Ivan Conti, Alex Malheiros e José Roberto Bertrami; os músicos da Banda Black Rio - Oberdan Magalhães, Cláudio Stevenson e Jamil Joanes; além de músicos muito conhecidos no cenário nacional como Hélio Delmiro - guitarrista de Elis Regina; Luiz Cláudio Ramos - guitarrista de Chico Buarque; Chico Batera e Djalma Corrêa. Finalmente, conta também com participação especial do guitarrista de jazz Lee Ritenour.
Na capa e na contracapa do disco está um desenho do artista plástico brasileiro Roberto Magalhães, representando Raul parcialmente enterrado em um deserto, trajando paletó, óculos e gravata. O desenho foi feito com base em foto de Ivan Cardoso, responsável pelas capas de discos da gravadora naquela época. O desenho reflete a ideia que Raul tinha para o disco, apesar de que de forma espontânea, não planejada: por um lado, enterrar sua antiga persona dos primeiros discos - o místico; por outro lado, mostrar como o artista se sentia soterrado por diversos problemas e buscava emancipação artística.

## Resenha musical
O álbum abre o Lado A com um funk - "Tapanacara" - no qual Raul é acompanhado por músicos da Banda Black Rio, que estava gravando o seu álbum de estreia na mesma época. Esta canção foi a última a ficar pronta, quase sendo uma música instrumental de abertura do disco. Entretanto, Raul se opôs a isso e fez a letra junto com Cláudio Roberto em menos de quinze minutos - acompanhados por uma garrafa de uísque Johnnie Walker. Na letra, utilizam-se de palavras tiradas de um dicionário e fazem tiradas com o mundo da música: referem-se ao disco lançado por Smokey Robinson naquele ano, Deep in my Soul; referem-se a Caetano Veloso por "Odara", canção de sucesso lançada naquele ano; Raul lembra de Nara Leão como uma das primeiras a dar-lhe oportunidade na carreira, chamando-a de "prima-dona". Há, também, uma referência a Randolph Scott, um ator de filmes de faroeste a que o cantor assistia na infância. Em seguida, vem a balada rock "Maluco Beleza", com andamento lento e contando com um arranjo de cordas de Miguel Cidras. Esta canção fala sobre uma pessoa que preza a sua autonomia, o que é visto como maluquice pelos outros. Apesar de ter se tornado extremamente ligada à figura de Raul, a canção é baseada, na verdade, em Cláudio Roberto e no modo como ele era visto na pequena cidade de Miguel Pereira, onde residia, com seu comportamento desafiador das etiquetas, vivendo a vida de um semiermitão. Ainda, esta canção só recebeu letra em português alguns minutos antes do seu registro para o disco, e, apesar de ter sido desenvolvida a partir de uma outra antiga canção de Cláudio Roberto, Raul utilizou-se da famosa canção francesa de amor "Aline" - composta e gravada pelo cantor Christophe, em 1965 - para a melodia do refrão.
Então, segue com "O Dia em que a Terra Parou" uma canção baseada em um sonho real que Raul teve e com o qual ficou eufórico. Esta canção foi relembrada e teve sua popularidade alavancada pela pandemia de COVID-19, em 2020. Fechando o primeiro lado, temos "No Fundo do Quintal da Escola", em que o tema da emancipação pessoal surge fortemente, e "Eu Quero Mesmo", na qual Raul revela o desejo de modificar sua abordagem artística e superar a persona do místico de seus primeiros discos, preferindo a simplicidade que havia conquistado neste álbum.
O Lado B abre com "Sapato 36", na qual o desejo de liberdade pessoal e artística confundem-se com uma metáfora de superação do velho Aeon: o pai representando o patriarcado. Ao mesmo tempo, esta canção é uma nova letra para a canção "Convite para Ângela", que Raul compôs em parceria com Leno para o álbum censurado deste de 1971 - e só lançado em 1995, Vida e Obra de Johnny McCartney. Em seguida, duas baladas, "Você" e "Sim", que continuam o tema da busca por emancipação. Após, vem o baião "Que Luz É Essa?" que conta com a participação de Gilberto Gil tocando violão e fazendo "backing vocals" - a contagem no início da canção, por exemplo. Finalmente, o álbum termina com a segunda incursão pelo funk, "De Cabeça-pra-Baixo", na qual Raul fala mais uma vez em liberdade, acompanhado novamente pela Banda Black Rio.

## Recepção

### Lançamento
O álbum foi lançado em LP e fita cassete em dezembro de 1977 pela gravadora Warner Music Brasil e, apesar de bem distribuído e divulgado, suas vendas foram consideradas insuficientes pela gravadora. A divulgação ficou a cargo do lançamento de dois compactos simples - "O Dia em que a Terra Parou" e "Maluco Beleza"; um compacto duplo; e um vídeoclipe musical no programa dominical da Rede Globo, o Fantástico. Além disso, o cantor realizou uma turnê em teatros pelo país no final de 1977 e início de 1978, iniciando em São Paulo, no Teatro Bandeirantes, em 27 de dezembro de 1977.

### Recepção da crítica
A recepção pela crítica foi fria: o consenso é de que o disco representava uma popularização, uma simplificação da mensagem do artista. Entretanto, poucos críticos dedicaram linhas a analisar o álbum. Entre as poucas críticas das quais o álbum foi objeto, chama a atenção o fato de a vida pessoal do artista (abuso de álcool e drogas) e a troca de gravadora serem mais abordadas do que a qualidade estética ou não do disco. Por exemplo, o jornalista Guerra, escrevendo para o Jornal de Música, faz crítica na qual ironiza a troca de gravadoras criando diálogo fictício entre os executivos delas e citando a pancreatite crônica de Seixas, em absoluta falta de ética profissional. Com o passar do tempo, entretanto, o disco foi alvo de uma reavaliação e passou a ser considerado como representando uma ruptura estética para Raul. Agora, ele se mostrava de cabelos curtos e vestido de terno, contra uma imagem mais anti-sistema dos discos anteriores. Porém, isto acarretou numa performance ruim em termos de vendas: o álbum encalhava nas lojas, mesmo vendido a dois cruzeiros.

### Relançamentos
O álbum foi relançado em LP em 1988, quando Raul assinou novo contrato com a Warner para o lançamento do disco A Panela do Diabo e teve, na mesma época, o seu lançamento original em CD. Em 2019, foi objeto de relançamento em vinil sendo parte de uma revista.

## Faixas
Todas as faixas escritas e compostas por Raul Seixas e Cláudio Roberto. 
| Lado A         |                                 |         |  |
| N.º            | Título                          | Duração |  |
| 1.             | "Tapanacara"                    | 3:08    |  |
| 2.             | "Maluco Beleza"                 | 3:25    |  |
| 3.             | "O Dia em que a Terra Parou"    | 4:25    |  |
| 4.             | "No Fundo do Quintal da Escola" | 3:00    |  |
| 5.             | "Eu Quero Mesmo"                | 2:38    |  |
| Duração total: | Duração total:                  | 16:36   |  |

| Lado B         |                       |         |  |
| N.º            | Título                | Duração |  |
| 6.             | "Sapato 36"           | 3:20    |  |
| 7.             | "Você"                | 3:11    |  |
| 8.             | "Sim"                 | 3:28    |  |
| 9.             | "Que Luz É Essa?"     | 5:26    |  |
| 10.            | "De Cabeça-pra-Baixo" | 2:37    |  |
| Duração total: | Duração total:        | 18:02   |  |

## Créditos
Créditos dados pelo Discogs.

### Músicos
- Violão: Hélio Delmiro, Lee Ritenour, Gilberto Gil e Jay Anthony Vaquer
- Violão de doze cordas: Luiz Cláudio Ramos
- Guitarra elétrica: Lee Ritenour, José Paulo, Chiquito Braga, Cláudio Stevenson e Jay Anthony Vaquer
- Piano: Miguel Cidras e José Roberto Bertrami
- Baixo: Paulo César Barros, Jamil Joanes e Liminha
- Instrumento de percussão: Chico Batera e Djalma Corrêa
- Bateria: Pedrinho Batera, Paulinho Braga, Mamão e Luiz Carlos Batera

### Ficha técnica
- Direção e coordenação: Marco Mazzola
- Direção musical: Raul Seixas
- Arranjos de base: Raul Seixas e Miguel Cidras
- Arranjos de orquestra: Eric da Silva
- Técnicos de gravação: Andy Mills e Humberto Gatica
- Mixagem: Marco Mazzola
- Fotos: Ivan Cardoso
- Desenho da capa: Roberto Magalhães
- Arte final: Ruth Freihof